# Amtshaftung
Die Amtshaftung stellt ein zentrales Element des deutschen Staatshaftungsrechts dar. Sie folgt aus § 839 Abs. 1 S. 1 des Bürgerlichen Gesetzbuchs (BGB) in Verbindung mit Art. 34 S. 1 des Grundgesetzes (GG). Hiernach haftet der Staat auf Ersatz der Schäden, die durch eine schuldhafte Amtspflichtverletzung eines Amtsträgers in Ausübung eines ihm anvertrauten öffentlichen Amts verursacht werden. Der Amtshaftungsanspruch stellt einen deliktischen Anspruch dar.

## Entstehungsgeschichte
§ 839 BGB trat am 1. Januar 1900 in Kraft und blieb seitdem inhaltlich im Wesentlichen unverändert. Gewandelt hat sich jedoch sein normatives Umfeld, wodurch sich der Anspruchsgegner veränderte: Im Deutschen Kaiserreich stellte § 839 BGB grundsätzlich die alleinige Rechtsgrundlage des Amtshaftungsanspruchs dar. Hiernach haftete der Beamte persönlich auf Schadensersatz. Dies beruhte auf der Überlegung, dass pflichtwidriges Handeln eine individuelle Überschreitung des anvertrauten Mandats durch einen Beamten darstellte, für die der Staat nicht verantwortlich gemacht werden konnte. Die deutschen Länder besaßen jedoch gemäß Art. 77 des Einführungsgesetzes zum Bürgerlichen Gesetzbuche die Möglichkeit, anstelle der persönlichen Beamtenhaftung eine Haftung des Landes einzuführen. Dies sollte den Geschädigten vor dem Insolvenzrisiko des Beamten schützen und zugleich das Haftungsrisiko des Beamten verringern. Von der Möglichkeit der Haftungsüberleitung machten die meisten Länder Gebrauch.
Art. 131 der Weimarer Reichsverfassung (WRV) erhob die Überleitung der Beamtenhaftung auf den Staat zur Regel, sodass deutschlandweit anstelle des Beamten die Körperschaft haftete, die diesen angestellt hatte. Der Parlamentarische Rat, der zwischen 1948 und 1949 das Grundgesetz erarbeitete, griff diese Haftungsüberleitung auf und normierte sie in Art. 34 S. 1 GG mit lediglich geringfügigen inhaltlichen Änderungen gegenüber dem Vorbild. Daher ergibt sich der allgemeine Amtshaftungsanspruch gegenwärtig aus § 839 BGB in Verbindung mit Art. 34 S. 1 GG.
Der Amtshaftungsanspruch richtet sich gegen die Körperschaft, in deren Dienst der Beamte steht, dem eine Amtspflichtverletzung vorgeworfen wird. Hat dieser keinen Dienstherrn, etwa weil es sich beim Beamten um einen Beliehenen handelt, haftet die Körperschaft, die dem Amtsträger eine Aufgabe anvertraut hat.

## Tatbestandsvoraussetzungen

### Handeln eines Beamten in Ausübung eines Amts
Ein Anspruch auf Amtshaftung knüpft an das Handeln eines Beamten an. Als Beamter gilt, wer eine hoheitliche Tätigkeit ausübt. § 839 Abs. 1 BGB gebraucht den Begriff des Beamten somit im haftungsrechtlichen Sinn. Als Beamte gelten daher nicht lediglich solche Personen mit Beamtenstatus, sondern auch Angestellte der öffentlichen Hand. Auch Privatpersonen, die im Aufgabenkreis eines Hoheitsträgers tätig werden, sind Beamte im haftungsrechtlichen Sinn. Dies trifft beispielsweise auf Personen zu, die mit einer öffentlichen Aufgabe beliehen werden, etwa TÜV-Prüfer. Ebenfalls als Beamter gilt der Verwaltungshelfer, der eine unselbstständige Hilfstätigkeit für die öffentliche Hand ausführt, so etwa ein Schülerlotse. Schließlich kann auch ein selbstständig Handelnder als Beamter gelten, soweit eine Behörde diesen zur Erfüllung ihrer Aufgaben einsetzt. Dies trifft etwa auf einen Abschleppunternehmer zu, der im Auftrag der Polizei ein Fahrzeug abschleppt. Die Amtshaftung findet auch bei Amtspflichtverletzungen kirchlicher Beamter oder Aufgabenträger, beispielsweise in Missbrauchsfällen, entsprechende Anwendung.
Das weite Verständnis des Beamtenbegriffs im Rahmen des Amtshaftungsanspruchs beruht auf dem Einfluss des Art. 34 GG. Dieser verwendet, anders als § 839 BGB, nicht den Begriff Beamter, sondern knüpft unabhängig vom Status einer Person an die Wahrnehmung einer öffentlichen Aufgabe an. Hierdurch soll dem Staat jedes Verhalten zugerechnet werden können, das im Zusammenhang mit einer solchen Aufgabe steht. Auf die Haftung soll es keinen Einfluss haben, in welchem Rechtsverhältnis der Amtsträger beschäftigt wird. Da Art. 34 GG als Verfassungsrecht vorgeht, legt die Rechtswissenschaft den Begriff des Beamten in § 839 BGB durch die Figur des Beamten im haftungsrechtlichen Sinn verfassungskonform erweiternd aus.
§ 839 BGB knüpft an das Handeln eines Beamten an, der deutsche Hoheitsgewalt ausübt. Keine Anwendung findet er daher auf das Handeln von Organen und Bediensteten der Europäischen Union. Hierfür ist Art. 340 Abs. 2 des Vertrags über die Arbeitsweise der Europäischen Union (AEUV) einschlägig, der einen verschuldensunabhängigen Schadensersatzanspruch gegen die Union normiert.
Das Beamtenhandeln muss in Ausübung eines öffentlichen Amts erfolgen. Dies trifft zu, falls es in räumlich-zeitlicher Beziehung zur Erfüllung einer hoheitlichen Aufgabe steht und als Bestandteil eines hoheitlich geprägten Sachverhalts erscheint. Hieran fehlt es etwa bei privatrechtlichem Handeln eines Hoheitsträgers, etwa auf Basis eines Bürgschaftsvertrags (§ 765 BGB). Ein öffentliches Amt wird ebenfalls nicht ausgeübt, wenn ein Polizist einen Dienstwagen zu privaten Zwecken nutzt.

### Amtspflichtverletzung
Eine Haftung nach § 839 BGB erfordert weiterhin die Verletzung einer Amtspflicht. Hierbei handelt es sich um eine Pflicht, die einen Amtsträger gegenüber seinem Dienstherrn trifft. Amtspflichten ergeben sich insbesondere aus Gesetzen, Verwaltungsvorschriften und Weisungen. Nicht jede Amtspflicht eignet sich allerdings, Ansprüche Dritter zu begründen. Dies kommt lediglich bei Pflichten in Betracht, die zumindest auch den Schutz des Anspruchstellers bezwecken. Keinen Amtshaftungsanspruch kann daher die Verletzung einer Pflicht begründen, die lediglich dem Schutz der Allgemeinheit oder eines anderen Hoheitsträgers dient.
Um eine inhaltlich umfangreiche drittschützende Amtspflicht handelt es sich bei der Pflicht zu gesetzmäßigem Handeln. Diese wurzelt in der durch Art. 20 Abs. 3 GG normierten Bindung der öffentlichen Gewalt an das Gesetz. Sie verpflichtet Beamte dazu, in Ausübung hoheitlicher Tätigkeiten nicht gegen geltendes Recht zu verstoßen. Dies verbietet beispielsweise die Verletzung eines fremden Rechtsguts. Auch muss ein Amtsträger seinen Verkehrssicherungspflichten nachkommen. Hiergegen verstößt beispielsweise eine Gemeinde, welche die Instandhaltung ihrer Verkehrswege vernachlässigt. Zweifelt ein Amtsträger an der Rechtmäßigkeit einer Rechtsnorm, die er im Rahmen seiner Tätigkeit anwenden soll, muss er sich um deren gerichtliche Überprüfung bemühen. Hält etwa eine Baugenehmigungsbehörde einen Bebauungsplan für nichtig, darf sie diesen nicht ohne weiteres vollziehen, sondern muss sich darum bemühen, dass die Rechtmäßigkeit des Plans geklärt wird. Schließlich muss ein Amtsträger Rechtsnormen in vertretbarer Weise auslegen und sein Ermessen fehlerfrei ausüben.
Um eine weitere Amtspflicht handelt es sich bei der Pflicht zu möglichst effizientem Handeln. Gegen diese Pflicht verstößt beispielsweise ein Beamter, der eine Entscheidung schuldhaft verzögert. Schließlich müssen Beamte Bürgern richtige Auskünfte erteilen und diese in angemessener Weise aufklären und beraten.
Ausschließlich im Allgemeininteresse handelt der Gesetzgeber bei der Gesetzgebung. Daher löst der Erlass eines rechtswidrigen Gesetzes grundsätzlich keine Schadensersatzpflicht nach § 839 BGB aus. Eine solche kommt lediglich in Ausnahmefällen in Betracht, etwa bei vorhabenbezogener Legalplanung.

### Verschulden
Der handelnde Beamte muss die Amtspflichtverletzung verschuldet haben. Dies setzt gemäß § 276 Abs. 1 BGB voraus, dass ihm Vorsatz oder Fahrlässigkeit vorzuwerfen ist. Vorsätzlich handelt, wer den Verstoß gegen eine Amtspflicht erkennt und zumindest billigend in Kauf nimmt. Fahrlässig gemäß § 276 Abs. 2 BGB handelt, wer die Pflichtwidrigkeit seines Handelns verkennt, weil er die im Verkehr erforderliche Sorgfalt außer Acht lässt.
Wendet ein Amtsträger eine Rechtsnorm fehlerhaft auf einen Einzelfall an, geschieht dies fahrlässig, falls er höchstrichterliche Rechtsprechung außer Acht lässt oder eindeutigen Norminhalt verkennt. Ist eine Norm allerdings mehrdeutig und durch die Rechtsprechung noch nicht erschlossen, handelt der Beamte nicht fahrlässig, wenn er die Norm in rechtlich vertretbarer Weise auslegt. Gemäß der Kollegialgerichtsrichtlinie trifft einen Beamten weiterhin grundsätzlich kein Verschulden, wenn ein Kollegialgericht dessen Verhalten fälschlich als rechtmäßig bewertet. Dies beruht auf der Erwägung, dass von einem Amtsträger nicht erwartet werden kann, über bessere Rechtskenntnisse als ein mit mehreren Richtern besetzter Spruchkörper zu verfügen.
Kann eine Behörde einer Pflicht nicht nachkommen, weil sie in sachlicher oder personeller Hinsicht nicht hinreichend ausgestattet ist, stellt dieser Organisationsmangel auch ohne persönliches Verschulden eines Behördenmitarbeiters ein Organisationsverschulden dar.

### Schaden
Schließlich muss als Folge der Amtspflichtverletzung ein Schaden eingetreten sein. Einen Schaden stellt eine unfreiwillige Einbuße an einem rechtlich geschützten Gut dar. Welche Posten als Schaden ersatzfähig sind, beurteilt sich grundsätzlich nach allgemeinem Schadensrecht (§ 249 – § 254 BGB).
Gemäß § 249 Abs. 1 BGB ist der Schädiger verpflichtet, den Zustand wiederherzustellen, der bestünde, wäre das schädigende Ereignis nicht eingetreten. Die Höhe des Schadens ergibt sich daher nach der Differenzhypothese aus einem Vergleich der bestehenden Vermögenslage beim Anspruchssteller mit der, die bei rechtmäßigem Verhalten des Amtsträgers bestünde. Weist die letztgenannte Vermögenslage einen größeren Wert auf, liegt ein Schaden vor.
Nach allgemeinem Schadensrecht erfolgt die Wiederherstellung durch Naturalrestitution. Dies trifft jedoch nicht auf die Haftung nach § 839 BGB zu; diese richtet sich ausschließlich auf Ersatz in Geld. Dies beruht darauf, dass die Ersatzpflicht des Staats aufgrund der Haftungsübernahme nach Art. 34 S. 1 GG der Haftung entspricht, die den Beamten träfe. Dieser könnte einen Schaden, der aus einer Amtspflichtverletzung resultiert, jedoch im Regelfall nicht durch Naturalrestitution beseitigen, weswegen er lediglich auf Geldersatz haftete. Der ersatzfähige Schaden umfasst auch entgangene Gewinne (§ 252 BGB) und immaterielle Schäden (§ 253 BGB). Hierdurch ist der potenzielle Anspruchsumfang eines Amtshaftungsanspruchs im Vergleich zu anderen Staatshaftungsansprüchen überdurchschnittlich groß.
Die erforderliche Kausalität zwischen Amtspflichtverletzung und Schaden liegt vor, wenn die schädigende Handlung nicht hinweggedacht werden kann, ohne dass der Schaden entfiele und dieser auch nicht so unvorhersehbar war, dass der Schädiger mit diesem nicht rechnen musste.

## Ausschlussgründe
§ 839 BGB schließt einen Anspruch aus Amtshaftung in bestimmten Fallgruppen aus.

### Subsidiarität, § 839 Abs. 1 S. 2 BGB

#### Inhalt und Zweck
Handelt der Beamte lediglich fahrlässig, kann der Anspruchsteller eine staatliche Stelle gemäß § 839 Abs. 1 S. 2 BGB nicht im Wege der Amtshaftung in Anspruch nehmen, soweit er sich auf andere Weise schadlos halten kann. Dies trifft etwa zu, wenn neben der in Anspruch genommenen Stelle ein Dritter haftet, beispielsweise ein weiterer Schädiger. Bei der Subsidiaritätsklausel handelt es sich um ein negatives Tatbestandsmerkmal des Amtshaftungsanspruchs. Wer einen Anspruch aus Amtshaftung gerichtlich geltend macht, muss daher nachweisen, dass ihm lediglich der Staat als Schuldner haftet.
Mit § 839 Abs. 1 S. 2 BGB bezweckte der Gesetzgeber, das Haftungsrisiko des Beamten zu verringern, damit dieser nicht durch Furcht vor persönlicher Haftung in seiner Arbeit behindert wird. Da die Amtshaftung aufgrund von Art. 34 GG mittlerweile jedoch nicht den Beamten persönlich, sondern dessen Körperschaft trifft, ist dieser Schutzzweck überholt. Weil der Gesetzgeber die Subsidiaritätsklausel dennoch bislang nicht überarbeitet hat, entwickelte die Rechtswissenschaft durch teleologische Reduktion des § 839 Abs. 1 S. 2 BGB Fallgruppen, in denen die Norm nicht oder nur eingeschränkt zur Anwendung kommt.

#### Ausnahmen
Die Subsidiaritätsklausel gilt beispielsweise nicht, falls die Staatshaftung daran anknüpft, dass ein Amtsträger einen Verkehrsunfall verursacht hat. Diese Ausnahme beruht darauf, dass Personen, die am Straßenverkehr in gleicher Weise teilnehmen, auch in gleicher Weise haften sollen. Privilegiert haftet der Staat jedoch, falls der Amtsträger im Straßenverkehr Sonderbefugnisse in Anspruch nimmt, etwa solche gemäß § 35 der Straßenverkehrs-Ordnung. In diesem Fall tritt der Hoheitsträger anders als die übrigen Verkehrsteilnehmer im Straßenverkehr auf, sodass er auch haftungsrechtlich anders behandelt werden kann.
Weiterhin ist die Amtshaftung nicht subsidiär, falls die anderweitige Kompensationsmöglichkeit des Anspruchsstellers den Staat billigerweise nicht von seiner Haftung befreien soll. Dies trifft beispielsweise auf den Entgeltfortzahlungsanspruch zu, der sozialpolitische Zwecke verfolgt. Gleiches gilt für Ansprüche, die dem Geschädigten gegen dessen Versicherung zustehen.
Schließlich findet das Subsidiaritätsprinzip keine Anwendung, falls sich der alternative Anspruch des Geschädigten ebenfalls gegen einen Hoheitsträger richtet. Dies beruht darauf, dass die öffentliche Hand aufgrund der Haftungsüberleitung nach Art. 34 GG einen einheitlichen Haftungsadressaten darstellt.

### Richterspruchprivileg, § 839 Abs. 2 BGB
Knüpft der Amtshaftungsanspruch daran an, dass ein Richter im Rahmen einer Entscheidung in einer Rechtssache einen Fehler begangen hat, haftet der Staat gemäß § 839 Abs. 2 S. 1 BGB lediglich dann, wenn das Handeln des Richters einen Straftatbestand verwirklicht. Als Delikte kommen insbesondere Rechtsbeugung (§ 339 StGB), Vorteilsannahme (§ 331 Abs. 2 StGB) und Bestechlichkeit (§ 332 Abs. 2 StGB) in Frage.
Begriff und Verständnis der Vorschrift haben sich allerdings im Lauf der Zeit gewandelt: War zunächst ganz allgemein vom Richterprivileg die Rede, änderte sich dies sodann zum Spruchrichterprivileg und schließlich zum Richterspruchprivileg. Die Rechtsnorm bezweckt den Schutz der Rechtskraft gerichtlicher Entscheidungen. Da eine gerichtliche Entscheidung dazu dient, einen Sachverhalt abschließend zu regeln, soll sich deren Nachprüfung im Rahmen eines staatshaftungsrechtlichen Prozesses auf außergewöhnliche Fälle beschränken. Das Richterspruchprivileg wird in der rechtswissenschaftlichen Literatur zum Teil sehr kritisch gesehen.
Im Haftungsprozess muss der Anspruchssteller beweisen, dass sein Amtshaftungsanspruch nicht aufgrund des Richterprivilegs ausgeschlossen ist. Er muss also nachweisen, dass ein Richter den objektiven und subjektiven Tatbestand einer Strafnorm erfüllt hat.

### Vorrang des Primärrechtsschutzes, § 839 Abs. 3 BGB
Ein Amtshaftungsanspruch ist weiterhin gemäß § 839 Abs. 3 BGB ausgeschlossen, wenn es der Geschädigte vorsätzlich oder fahrlässig unterlassen hat, den Schaden durch Gebrauch eines Rechtsmittels im Wege des Primärrechtsschutzes abzuwenden. Dieser Ausschlussgrund soll das Haftungsrisiko von Beamten verringern. Daher ist die Berechtigung dieser Vorschrift seit der Haftungsüberleitung auf den Staat ebenso wie die der Subsidiaritätsklausel umstritten.

## Prozessuales
Ein Anspruch aus Amtshaftung verjährt innerhalb der regelmäßigen Verjährungsfrist, die gemäß § 195 BGB drei Jahre beträgt. Die Verjährung beginnt gemäß § 199 Abs. 1 BGB grundsätzlich mit Ablauf des Jahres, in dem der Anspruch entstanden ist und der Geschädigte erfährt oder grob fahrlässig verkennt, dass die Tatbestandsvoraussetzungen des Amtshaftungsanspruchs vorliegen. Grobe Fahrlässigkeit liegt vor, falls der Anspruchsinhaber allgemein zugängliche Informationen nicht beachtet, naheliegende Fragen nicht stellt oder naheliegende Überlegungen nicht anstellt.
Die Eröffnung des ordentlichen Rechtswegs ist bereits im Grundgesetz in Art. 34 S. 3 verankert. Gemäß § 71 Abs. 2 Nr. 2 des Gerichtsverfassungsgesetzes (GVG) sind erstinstanzlich ausschließlich die Landgerichte – ohne Rücksicht auf den Wert des Streitgegenstandes – zuständig für die Ansprüche gegen Richter und Beamte wegen Überschreitung ihrer amtlichen Befugnisse oder wegen pflichtwidriger Unterlassung von Amtshandlungen.
Grundsätzlich prüft das Zivilgericht eigenständig die Rechtmäßigkeit des Beamtenhandelns. Sofern diesbezüglich jedoch bereits eine verwaltungsgerichtliche Entscheidung erging, ist das Zivilgericht an deren Inhalt gebunden, soweit er gemäß § 121 VwGO in Rechtskraft erwächst.

## Konkurrenzen
Der allgemeine Amtshaftungsanspruch steht in freier Konkurrenz neben Ansprüchen aus Gefährdungshaftung. Gleiches gilt für Entschädigungsansprüche. Er ist subsidiär gegenüber anderen Ansprüchen, welche die Schadensersatzhaftung für Amtspflichtverletzungen regeln. Um derartige speziellere Normen handelt es sich beispielsweise bei § 19 der Bundesnotarordnung, der die Haftung für Amtspflichtverletzungen von Notaren regelt. Ebenfalls spezieller als § 839 BGB ist § 839a BGB, der Bestimmungen zur Haftung gerichtlicher Sachverständiger enthält.

## Regress gegen den Amtsträger
Gemäß Art. 34 S. 2 GG können Regelungen geschaffen werden, kraft derer der Amtsträger im Fall vorsätzlichen oder grob fahrlässigen Handelns in Regress genommen werden darf, soweit die Anstellungskörperschaft für den Schaden gegenüber dem Dritten aufkommt. Gesetzliche Rückgriffsansprüche ergeben sich gegen Personen mit Beamtenstatus aus den Beamtengesetzen (§ 48 des Beamtenstatusgesetzes, § 75 des Bundesbeamtengesetzes) und für Arbeitnehmer aus ihrem Arbeits- und Tarifvertrag (§ 3 Abs. 6 TVöD bzw TV-L). Bei Richtern werden die Bestimmungen des Beamtenrechts gemäß § 46, § 71 des Deutschen Richtergesetzes sinngemäß angewandt. Gegen Soldaten besteht ein Regressanspruch aus § 24 Abs. 1 des Soldatengesetzes. Private, die für den Staat auf Basis eines Schuldverhältnisses tätig werden, können aus ihrer schuldrechtlichen Beziehung in Anspruch genommen werden. In Nordrhein-Westfalen können gemäß § 43 Abs. 4 der Gemeindeordnung ferner Mitglieder des Gemeinderats in Regress genommen werden, wenn die Gemeinde infolge eines Ratsbeschlusses einen Schaden erleidet und die Ratsmitglieder
- in vorsätzlicher oder grob fahrlässiger Verletzung ihrer Pflicht gehandelt haben,

- bei der Beschlussfassung mitgewirkt haben, obwohl sie nach dem Gesetz hiervon ausgeschlossen waren und ihnen der Ausschließungsgrund bekannt war,
- der Bewilligung von Aufwendungen und Auszahlungen zugestimmt haben, für die das Gesetz oder die Haushaltssatzung eine Ermächtigung nicht vorsieht, wenn nicht gleichzeitig die erforderlichen Deckungsmittel bereitgestellt werden.